# Manchester City Football Club 2017-2018
Questa pagina raccoglie i dati riguardanti il Manchester City Football Club nelle competizioni ufficiali della stagione 2017-2018.

## Stagione
La stagione 2017-2018 è la 21ª in Premier League e l'89ª nella massima serie del calcio inglese. Come allenatore, viene confermato per la seconda stagione consecutiva lo spagnolo Pep Guardiola. Per quanto riguarda il mercato, la sessione estiva si rivela essere una delle più movimentate della storia del Manchester City: a fronte delle partenze di pilastri come lo spagnolo Jesús Navas, gli argentini Zabaleta e Caballero, e i francesi Clichy e Sagna (tutti e cinque svincolatisi dai Citizens), oltre che alle cessioni a titolo definitivo del serbo Kolarov alla Roma, del francese Nasri all'Antalyaspor, dello spagnolo Nolito al Siviglia, del brasiliano Fernando al Galatasaray e degli attaccanti Iheanacho e Bony (rispettivamente al Leicester City e Swansea City), gli Sky Blues optano per dei robusti ricambi in entrata. A rinforzare la difesa degli inglesi arrivano i terzini Mendy, Walker e Danilo (rispettivamente dai campioni di Francia del Monaco per 57 milioni di euro, dai connazionali del Tottenham per 51 milioni e dai campioni d'Europa del Real Madrid per 30 milioni); mentre per il centrocampo si segnalano gli acquisti del talentuoso fantasista portoghese Bernardo Silva (prelevato dai monegaschi del Monaco per 50 milioni), del prospetto brasiliano Douglas Luiz dal Vasco da Gama (poi girato in prestito agli spagnoli del Girona), e il rientro dal prestito al PSV del giovane ucraino Zinčenko. Fondamentale anche il ricambio tra i pali con l'acquisto del portiere brasiliano Ederson dal Benfica per 40 milioni, colmando così la partenza di Hart in prestito ai connazionali del West Ham Utd. Durante la sessione di mercato invernale si assiste invece all'acquisto del difensore centrale Laporte dai baschi dell'Athletic Bilbao per 65 milioni di euro, e alla cessione in prestito del francese Mangala ai conterranei dell'Everton. Il campionato inizia il 12 agosto 2017 con la vittoria per 2-0 in casa del Brighton. La prima sconfitta, arriva il 14 gennaio allo stadio Anfield contro il Liverpool (4-3), mettendo così fine ad una serie di 22 risultati utili consecutivi. Il 15 aprile grazie alla sconfitta del Manchester United contro il West Bromwich, il City vince il suo quinto campionato con cinque giornate di anticipo. In campionato, i citizens battono diversi record, tra cui il record di punti (100), il maggior numero di vittorie consecutive (18), il maggior numero di vittorie in trasferta in una stagione (16), il maggior numero di gol segnati in una stagione (106), la migliore differenza reti (+79).. In Coppa di Lega, il City elimina nell'ordine il West Bromwich (1-2), il Wolverhampton (4-1 d.c.r.), il Leicester (3-4 d.c.r.) e il Bristol City (3-5 tot.). Nella finale del 25 febbraio a Wembley, i Citizens battono 3-0 l'Arsenal grazie ai gol di Agüero,  Kompany e David Silva, conquistando così la quinta coppa di lega e il primo trofeo dell'era Guardiola.. In FA Cup il City elimina nell'ordine il Burnley (4-1) il Cardiff City (0-2) e viene eliminato a sorpresa nel quinto turno dal Wigan. In Champions League, il club di Guardiola è inserito nel gruppo F insieme a Šachtar, Napoli e Feyenoord. Il City vince il proprio raggruppamento con 15 punti, frutto di 5 vittorie ed 1 sconfitta. Agli ottavi di finale, i citizens vengono sorteggiati come teste di serie, con gli svizzeri del Basilea, vincendo in trasferta per 0-4 all'andata e perdendo la gara di ritorno in casa per 1-2, risultato comunque ininfluente ai fini del passaggio del turno. Ai quarti di finale, il Manchester City viene sorteggiato con i connazionali del Liverpool. La gara di andata, giocata in trasferta all'Anfield Road, termina con un netto 3-0 a favore dei padroni di casa. I citizens perderanno anche la gara di ritorno per 1-2, dopo essere passati in vantaggio con Gabriel Jesus, fallendo così l'accesso alle semifinali.

## Maglie e sponsor
Confermata Nike come sponsor tecnico. Lo sponsor ufficiale rimane Etihad Airways.
| Casa | Trasferta | Terza divisa |

## Rosa
Rosa, numerazione e ruoli, tratti dal sito ufficiale, sono aggiornati al 31 agosto 2017.
| N. |                        | Ruolo | Calciatore                 |
| -- | ---------------------- | ----- | -------------------------- |
| 1  | Cile (bandiera)        | P     | Claudio Bravo              |
| 2  | Inghilterra (bandiera) | D     | Kyle Walker                |
| 3  | Brasile (bandiera)     | D     | Danilo                     |
| 4  | Belgio (bandiera)      | D     | Vincent Kompany (capitano) |
| 5  | Inghilterra (bandiera) | D     | John Stones                |
| 7  | Inghilterra (bandiera) | A     | Raheem Sterling            |
| 8  | Germania (bandiera)    | C     | İlkay Gündoğan             |
| 10 | Argentina (bandiera)   | A     | Sergio Agüero              |
| 14 | Francia (bandiera)     | D     | Aymeric Laporte            |
| 17 | Belgio (bandiera)      | C     | Kevin De Bruyne            |
| 18 | Inghilterra (bandiera) | C     | Fabian Delph               |
| 19 | Germania (bandiera)    | C     | Leroy Sané                 |

| N. |                           | Ruolo | Calciatore         |
| -- | ------------------------- | ----- | ------------------ |
| 20 | Portogallo (bandiera)     | C     | Bernardo Silva     |
| 21 | Spagna (bandiera)         | C     | David Silva        |
| 22 | Francia (bandiera)        | D     | Benjamin Mendy     |
| 24 | Inghilterra (bandiera)    | D     | Tosin Adarabioyo   |
| 25 | Brasile (bandiera)        | C     | Fernandinho        |
| 30 | Argentina (bandiera)      | D     | Nicolás Otamendi   |
| 31 | Brasile (bandiera)        | P     | Ederson            |
| 33 | Brasile (bandiera)        | A     | Gabriel Jesus      |
| 35 | Ucraina (bandiera)        | A     | Oleksandr Zinčenko |
| 42 | Costa d'Avorio (bandiera) | C     | Yaya Touré         |
| 47 | Inghilterra (bandiera)    | C     | Phil Foden         |
| 55 | Spagna (bandiera)         | C     | Brahim Díaz        |

## Calciomercato

### Sessione estiva (dal 10/6 al 31/8)
| Acquisti         | Acquisti           | Acquisti       | Acquisti                 |
| R.               | Nome               | da             | Modalità                 |
| ---------------- | ------------------ | -------------- | ------------------------ |
| D                | Benjamin Mendy     | Monaco         | definitivo (57,50 mln €) |
| D                | Kyle Walker        | Tottenham      | definitivo (51 mln €)    |
| C                | Bernardo Silva     | Monaco         | definitivo (50 mln €)    |
| P                | Ederson            | Benfica        | definitivo (40 mln €)    |
| D                | Danilo             | Real Madrid    | definitivo (30 mln €)    |
| C                | Douglas Luiz       | Vasco da Gama  | definitivo (12 mln €)    |
| A                | Olarenwaju Kayode  | Austria Vienna | definitivo (3,80 mln €)  |
| Altre operazioni |                    |                |                          |
| R.               | Nome               | da             | Modalità                 |
| C                | Olivier Ntcham     | Genoa          | fine prestito            |
| P                | Joe Hart           | Torino         | fine prestito            |
| C                | Enes Ünal          | Twente         | fine prestito            |
| C                | Oleksandr Zinčenko | PSV            | fine prestito            |
| D                | Eliaquim Mangala   | Valencia       | fine prestito            |
| C                | Samir Nasri        | Siviglia       | fine prestito            |

| Cessioni         | Cessioni           | Cessioni          | Cessioni                 |
| R.               | Nome               | a                 | Modalità                 |
| ---------------- | ------------------ | ----------------- | ------------------------ |
| A                | Kelechi Iheanacho  | Leicester City    | definitivo (27,70 mln €) |
| C                | Enes Ünal          | Villarreal        | definitivo (14 mln €)    |
| A                | Wilfried Bony      | Swansea City      | definitivo (14 mln €)    |
| C                | Aaron Mooy         | Huddersfield Town | definitivo (9,10 mln €)  |
| A                | Nolito             | Siviglia          | definitivo (9 mln €)     |
| C                | Fernando           | Galatasaray       | definitivo (5,5 mln €)   |
| C                | Olivier Ntcham     | Celtic            | definitivo (5 mln €)     |
| D                | Aleksandar Kolarov | Roma              | definitivo (5 mln €)     |
| C                | Samir Nasri        | Antalyaspor       | definitivo (3,50 mln €)  |
| P                | Joe Hart           | West Ham Utd      | prestito (2 mln €)       |
| A                | Rubén Sobrino      | Alavés            | definitivo (2 mln €)     |
| D                | Jason Denayer      | Galatasaray       | prestito (500.000 €)     |
| Altre operazioni |                    |                   |                          |
| R.               | Nome               | a                 | Modalità                 |
| D                | Pablo Zabaleta     |                   | svincolato               |
| C                | Jesús Navas        |                   | svincolato               |
| P                | Wilfredo Caballero |                   | svincolato               |
| D                | Gaël Clichy        |                   | svincolato               |
| C                | Douglas Luiz       | Girona            | prestito                 |
| A                | Olarenwaju Kayode  | Girona            | prestito                 |
| D                | Bacary Sagna       |                   | svincolato               |

### Sessione invernale (dal 1/1 al 31/1)
| Acquisti         | Acquisti          | Acquisti        | Acquisti                 |
| R.               | Nome              | da              | Modalità                 |
| ---------------- | ----------------- | --------------- | ------------------------ |
| D                | Aymeric Laporte   | Athletic Bilbao | definitivo (65,00 mln €) |
| Altre operazioni |                   |                 |                          |
| R.               | Nome              | da              | Modalità                 |
| A                | Marlos Moreno     | Girona          | prestito                 |
| A                | Jack Harrison     | New York City   | definitivo (4,00 mln €)  |
| D                | Erik Palmer-Brown | Sporting K.C.   | definitivo (gratuito)    |
| A                | Olarenwaju Kayode | Girona          | fine prestito            |

| Cessioni         | Cessioni          | Cessioni      | Cessioni |
| R.               | Nome              | a             | Modalità |
| ---------------- | ----------------- | ------------- | -------- |
| D                | Eliaquim Mangala  | Everton       | prestito |
| Altre operazioni |                   |               |          |
| R.               | Nome              | a             | Modalità |
| A                | Marlos Moreno     | Flamengo      | prestito |
| A                | Jack Harrison     | Middlesbrough | prestito |
| D                | Erik Palmer-Brown | Kortrijk      | prestito |
| A                | Olarenwaju Kayode | Šachtar       | prestito |

## Risultati

### Premier League
| Arbitro: | Oliver |

|  |           |                            |
|  | Marcatori | 70’ Agüero 74’ (aut.) Dunk |

| Arbitro: | Madley |

|              |           |            |
| Sterling 82’ | Marcatori | 35’ Rooney |

| Arbitro: | Dean |

|             |           |                                  |
| Daniels 13’ | Marcatori | 21’ Gabriel Jesus 90+7’ Sterling |

| Arbitro: | Moss |

|                                                     |           |  |
| Agüero 24’ Gabriel Jesus 45+6’, 53’ Sané 77’, 90+1’ | Marcatori |  |

| Arbitro: | Taylor |

|  |           |                                                                         |
|  | Marcatori | 27’, 31’, 81’ Agüero 38’ Gabriel Jesus 63’ Otamendi 89’ (rig.) Sterling |

| Arbitro: | Swarbrick |

|                                                 |           |  |
| Sané 44’ Sterling 51’, 59’ Agüero 70’ Delph 89’ | Marcatori |  |

| Arbitro: | Atkinson |

|  |           |               |
|  | Marcatori | 67’ De Bruyne |

| Arbitro: | Pawson |

|                                                                                                 |           |                             |
| Gabriel Jesus 17’, 55’ Sterling 19’ David Silva 27’ Fernandinho 60’ Sané 62’ Bernardo Silva 79’ | Marcatori | 44’ Diouf 47’ (aut.) Walker |

| Arbitro: | East |

|                                         |           |  |
| Agüero 30’ (rig.) Otamendi 73’ Sané 75’ | Marcatori |  |

| Arbitro: | Jones |

|                              |           |                                       |
| Rodriguez 13’ Phillips 90+2’ | Marcatori | 10’ Sané 15’ Fernandinho 64’ Sterling |

| Arbitro: | Oliver |

|                                           |           |               |
| De Bruyne 19’ Agüero 50’ (rig.) Jesus 74’ | Marcatori | 65’ Lacazette |

| Arbitro: | Scott |

|  |           |                         |
|  | Marcatori | 45’ Jesus 49’ De Bruyne |

| Arbitro: | Pawson |

|                     |           |                                |
| Otamendi 46’ (aut.) | Marcatori | 47’ (rig.) Agüero 84’ Sterling |

| Arbitro: | Tierney |

|                              |           |           |
| De Bruyne 47’ Sterling 90+6’ | Marcatori | 75’ Romeu |

| Arbitro: | Dean |

|                              |           |             |
| Otamendi 57’ David Silva 83’ | Marcatori | 44’ Ogbonna |

| Arbitro: | Oliver |

|                |           |                        |
| Rashford 45+2’ | Marcatori | 43’ Silva 54’ Otamendi |

| Arbitro: | Taylor |

|  |           |                                         |
|  | Marcatori | 27’, 52’ Silva 34’ De Bruyne 85’ Agüero |

| Arbitro: | Pawson |

|                                              |           |               |
| Gündoğan 14’ De Bruyne 70’ Sterling 80’, 90’ | Marcatori | 90+3’ Eriksen |

| Arbitro: | Marriner |

|  |           |              |
|  | Marcatori | 31’ Sterling |

| Arbitro: | Jones |

|                                         |           |  |
| Agüero 27’, 79’ Sterling 53’ Danilo 85’ | Marcatori |  |

| Londra 31 dicembre 2017, ore 12:00 WET 21ª giornata | Crystal Palace | 0 – 0 referto | Manchester City | Selhurst Park (25.804 spett.)\| Arbitro: \| Moss \| |
| Arbitro:                                            | Moss           |               |                 |                                                     |

| Arbitro: | Mason |

|                                            |           |          |
| Sterling 1’ Kabasele 13’ (aut.) Agüero 63’ | Marcatori | 82’ Gray |

| Arbitro: | Marriner |

|                                                      |           |                                            |
| Oxlade-Chamberlain 9’ Firmino 49’ Mané 61’ Salah 68’ | Marcatori | 40’ Sané 84’ Bernardo Silva 90+1’ Gündoğan |

| Arbitro: | Tierney |

|                             |           |            |
| Agüero 34’, 63’ (rig.), 83’ | Marcatori | 67’ Murphy |

| Arbitro: | Madley |

|                                          |           |  |
| Fernandinho 19’ De Bruyne 68’ Agüero 89’ | Marcatori |  |

| Arbitro: | Atkinson |

|                 |           |            |
| Gudmundsson 82’ | Marcatori | 22’ Danilo |

| Arbitro: | Jones |

|                                       |           |           |
| Sterling 2’ Agüero 48’, 53’, 77’, 90’ | Marcatori | 24’ Vardy |

| Arbitro: | Marriner |

|  |           |                                    |
|  | Marcatori | 15’ Silva 28’ David Silva 33’ Sané |

| Arbitro: | Oliver |

|                    |           |  |
| Bernardo Silva 46’ | Marcatori |  |

| Arbitro: | Moss |

|  |           |                      |
|  | Marcatori | 10’, 50’ David Silva |

| Arbitro: | Tierney |

|                                               |           |           |
| Danilo 16’ Bernardo Silva 34’ Fernandinho 72’ | Marcatori | 20’ Ulloa |

| Arbitro: | Tierney |

|             |           |                                |
| Bolasie 63’ | Marcatori | 4’ Sané 12’ Jesus 37’ Sterling |

| Arbitro: | Atkinson |

|                          |           |                             |
| Kompany 25’ Gündoğan 30’ | Marcatori | 53’, 55’ Pogba 69’ Smalling |

| Arbitro: | Moss |

|             |           |                                            |
| Eriksen 42’ | Marcatori | 22’ Jesus 25’ (rig.) Gündoğan 72’ Sterling |

| Arbitro: | Pawson |

|                                                                         |           |  |
| David Silva 12’ Sterling 16’ De Bruyne 54’ Bernardo Silva 64’ Jesus 88’ | Marcatori |  |

| Arbitro: | Swarbrick |

|               |           |                                                        |
| Cresswell 42’ | Marcatori | 13’ Sané 27’ (aut.) Zabaleta 53’ Jesus 64’ Fernandinho |

| Manchester 6 maggio 2018, ore 14:30 WEST 37ª giornata | Manchester City | 0 – 0 referto | Huddersfield Town | Etihad Stadium\| Arbitro: \| Dean \| |
| Arbitro:                                              | Dean            |               |                   |                                      |

| Arbitro: | Marriner |

|  |           |             |
|  | Marcatori | 90+4’ Jesus |

### League Cup
| Arbitro: | Jones |

|           |           |              |
| Yacob 72’ | Marcatori | 3’, 77’ Sané |

| Arbitro: | Friend |

|                             |                      |                        |
| De Bruyne Touré Sané Agüero | Tiri di rigore 4 – 1 | Bonatini N'Diaye Coady |

| Arbitro: | Madley |

|                                   |                      |                             |
| Vardy 90+7’ (rig.)                | Marcatori            | 26’ Bernardo Silva          |
| Fuchs Maguire Iborra Vardy Mahrez | Tiri di rigore 3 – 4 | Gündoğan Touré Nmecha Jesus |

| Arbitro: | Taylor |

|                            |           |                 |
| De Bruyne 55’ Agüero 90+2’ | Marcatori | 42’ (rig.) Reid |

| Arbitro: | Scott |

|                      |           |                                     |
| Pack 64’ Flint 90+4’ | Marcatori | 43’ Sané 49’ Agüero 90+6’ De Bruyne |

| Arbitro: | Pawson |

|  |           |                                        |
|  | Marcatori | 18’ Agüero 58’ Kompany 65’ David Silva |

### FA Cup
| Arbitro: | Scott |

|                                             |           |            |
| Agüero 56’, 58’ Sané 71’ Bernardo Silva 82’ | Marcatori | 25’ Barnes |

| Arbitro: | Mason |

|  |           |                           |
|  | Marcatori | 8’ De Bruyne 37’ Sterling |

| Arbitro: | Taylor |

|           |           |  |
| Grigg 79’ | Marcatori |  |

### UEFA Champions League

#### Fase a gironi
| Arbitro: | Marciniak |

|  |           |                                     |
|  | Marcatori | 2’, 63’ Stones 10’ Agüero 25’ Jesus |

| Arbitro: | de Sousa |

|                            |           |  |
| De Bruyne 48’ Sterling 90’ | Marcatori |  |

| Arbitro: | Mateu Lahoz |

|                               |           |                    |
| Sterling 9’ Gabriel Jesus 13’ | Marcatori | 73’ (rig.) Diawara |

| Arbitro: | Brych |

|                                 |           |                                                   |
| Insigne 21’ Jorginho 62’ (rig.) | Marcatori | 34’ Otamendi 48’ Stones 69’ Agüero 90+2’ Sterling |

| Arbitro: | Kružliak |

|              |           |  |
| Sterling 88’ | Marcatori |  |

| Arbitro: | Bastien |

|                         |           |                     |
| Bernard 26’ Ismaily 32’ | Marcatori | 90+2’ (rig.) Agüero |

#### Fase ad eliminazione diretta
| Arbitro: | Eriksson |

|  |           |                                                 |
|  | Marcatori | 14’, 53’ Gündoğan 18’ Bernardo Silva 23’ Agüero |

| Arbitro: | Kralovec |

|          |           |                          |
| Jesus 8’ | Marcatori | 17’ Elyounoussi 71’ Lang |

| Arbitro: | Brych |

|                                           |           |  |
| Salah 12’ Oxlade-Chamberlain 21’ Mané 31’ | Marcatori |  |

| Arbitro: | Mateu Lahoz |

|          |           |                       |
| Jesus 2’ | Marcatori | 56’ Salah 77’ Firmino |

## Statistiche

### Statistiche di squadra
Statistiche aggiornate al 9 maggio 2018.
| Competizione     | Punti | In casa | In casa | In casa | In casa | In casa | In casa | In trasferta | In trasferta | In trasferta | In trasferta | In trasferta | In trasferta | Totale | Totale | Totale | Totale | Totale | Totale | Totale |
| Competizione     | Punti | G       | V       | N       | P       | Gf      | Gs      | G            | V            | N            | P            | Gf           | Gs           | G      | V      | N      | P      | Gf     | Gs     | Dr     |
| ---------------- | ----- | ------- | ------- | ------- | ------- | ------- | ------- | ------------ | ------------ | ------------ | ------------ | ------------ | ------------ | ------ | ------ | ------ | ------ | ------ | ------ | ------ |
| Premier League   | 100   | 19      | 16      | 2       | 1       | 61      | 14      | 19           | 16           | 2            | 1            | 45           | 13           | 38     | 32     | 4      | 2      | 106    | 27     | +79    |
| FA Cup           | -     | 1       | 1       | 0       | 0       | 4       | 1       | 2            | 1            | 0            | 1            | 2            | 1            | 3      | 2      | 0      | 1      | 6      | 2      | +4     |
| League Cup       | -     | 2       | 1       | 1       | 0       | 2       | 1       | 4            | 3            | 1            | 0            | 9            | 4            | 6      | 4      | 2      | 0      | 11     | 5      | +6     |
| Champions League | 15    | 5       | 3       | 0       | 2       | 8       | 5       | 5            | 3            | 0            | 2            | 13           | 7            | 10     | 6      | 0      | 4      | 20     | 12     | +9     |
| Totale           | 115   | 27      | 22      | 3       | 3       | 75      | 21      | 30           | 23           | 3            | 4            | 69           | 25           | 57     | 45     | 6      | 6      | 144    | 46     | +98    |

### Andamento in campionato
| Giornata  | 1 | 2 | 3 | 4 | 5 | 6 | 7 | 8 | 9 | 10 | 11 | 12 | 13 | 14 | 15 | 16 | 17 | 18 | 19 | 20 | 21 | 22 | 23 | 24 | 25 | 26 | 27 | 28 | 29 | 30 | 31 | 32 | 33 | 34 | 35 | 36 | 37 | 38 |
| --------- | - | - | - | - | - | - | - | - | - | -- | -- | -- | -- | -- | -- | -- | -- | -- | -- | -- | -- | -- | -- | -- | -- | -- | -- | -- | -- | -- | -- | -- | -- | -- | -- | -- | -- | -- |
| Luogo     | T | C | T | C | T | T | C | T | C | T  | C  | T  | C  | T  | C  | C  | T  | C  | T  | C  | T  | C  | T  | C  | C  | T  | C  | T  | C  | T  | C  | T  | C  | T  | T  | C  | T  | C  |
| Risultato | V | N | V | V | V | V | V | V | V | V  | V  | V  | V  | V  | V  | V  | V  | V  | V  | V  | N  | V  | P  | V  | V  | N  | V  | V  | V  | V  | V  | V  | P  | V  | V  | V  | N  | V  |
| Posizione | 1 | 5 | 4 | 3 | 2 | 2 | 1 | 1 | 1 | 1  | 1  | 1  | 1  | 1  | 1  | 1  | 1  | 1  | 1  | 1  | 1  | 1  | 1  | 1  | 1  | 1  | 1  | 1  | 1  | 1  | 1  | 1  | 1  | 1  | 1  | 1  | 1  | 1  |

Fonte:  Serie A – Classifiche, su sport.sky.it, Sky Sport. URL consultato il 29 dicembre 2017 (archiviato dall'url originale l'11 settembre 2014).
Legenda:

Luogo: C = Casa; T = Trasferta. Risultato: V = Vittoria; N = Pareggio; P = Sconfitta.